# Schopperten
Schopperten est une commune française, située dans la circonscription administrative du Bas-Rhin et, depuis le 1er janvier 2021, dans le territoire de la Collectivité européenne d'Alsace, en région Grand Est. Son code postal est le numéro 67260. Les habitants de Schopperten sont les Schoppertains et les Schoppertaines. En 2016, sa densité de population était de 104 habitants par km². Sa superficie est de 4,2 km2.
Cette commune se trouve dans la région historique et culturelle d'Alsace.

## Géographie
La commune est située dans la région naturelle de l'Alsace Bossue.
|             | Keskastel   |             |
|             | Schopperten | Sarre-Union |
| Harskirchen |             |             |

### Hydrographie
La commune est dans le bassin versant du Rhin au sein du bassin Rhin-Meuse. Elle est drainée par la Sarre, le ruisseau du Moulin et le ruisseau le Langetzelgraben,.
La Sarre, d'une longueur totale de 129,2 km, est un affluent de la Moselle et donc un sous-affluent du Rhin, qui coule en Lorraine, en Alsace bossue et dans les Länder allemands de la Sarre et de Rhénanie-Palatinat. Les caractéristiques hydrologiques de la Sarre sont données par la station hydrologique située sur la commune de Keskastel. Le débit moyen mensuel est de 8,94 m3/s. Le débit moyen journalier maximum est de 268 m3/s, atteint lors de la crue du 26 mai 1983. Le débit instantané maximal est quant à lui de 298 m3/s, atteint le même jour.

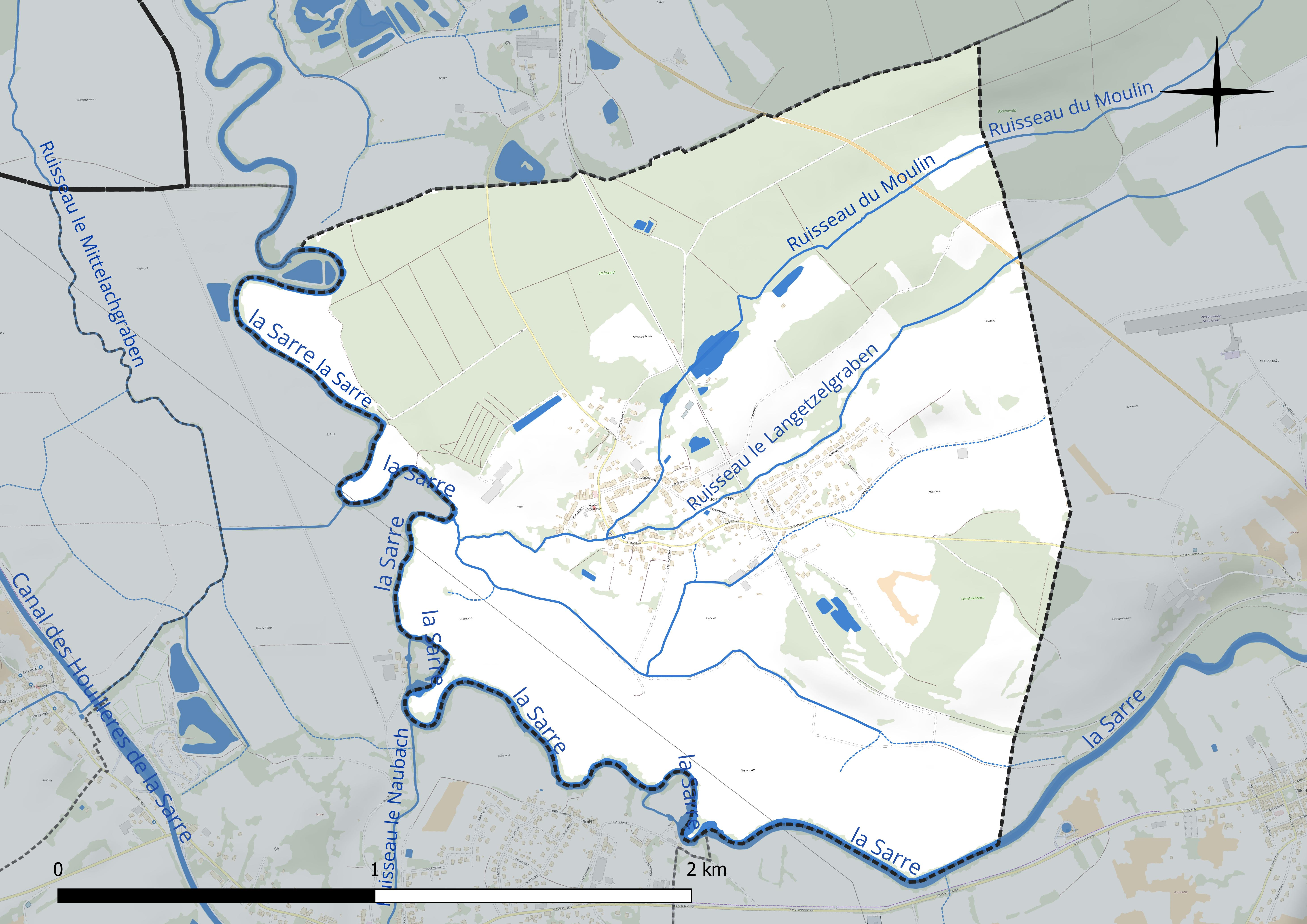
Réseau hydrographique de Schopperten.

### Climat
Pour des articles plus généraux, voir Climat du Grand Est et Climat du Bas-Rhin.
En 2010, le climat de la commune est de type climat des marges montargnardes, selon une étude du Centre national de la recherche scientifique s'appuyant sur une série de données couvrant la période 1971-2000. En 2020, Météo-France publie une typologie des climats de la France métropolitaine dans laquelle la commune est exposée à un climat semi-continental et est dans la région climatique  Vosges, caractérisée par une pluviométrie très élevée (1 500 à 2 000 mm/an) en toutes saisons et un hiver rude (moins de 1 °C). 
Pour la période 1971-2000, la température annuelle moyenne est de 10 °C, avec une amplitude thermique annuelle de 17,2 °C. Le cumul annuel moyen de précipitations est de 913 mm, avec 12 jours de précipitations en janvier et 9,4 jours en juillet. Pour la période 1991-2020, la température moyenne annuelle observée sur la station météorologique de Météo-France la plus proche, « Berg », sur la commune de Berg à 9 km à vol d'oiseau, est de 10,4 °C et le cumul annuel moyen de précipitations est de 801,8 mm. 
La température maximale relevée sur cette station est de 37,4 °C, atteinte le 25 juillet 2019 ; la température minimale est de −16,8 °C, atteinte le 7 février 2012,,. 
Les paramètres climatiques de la commune ont été estimés pour le milieu du siècle (2041-2070) selon différents scénarios d'émission de gaz à effet de serre à partir des nouvelles projections climatiques de référence DRIAS-2020. Ils sont consultables sur un site dédié publié par Météo-France en novembre 2022.

## Urbanisme

### Typologie
Au 1er janvier 2024, Schopperten est catégorisée commune rurale à habitat dispersé, selon la nouvelle grille communale de densité à sept niveaux définie par l'Insee en 2022.
Elle est située hors unité urbaine. Par ailleurs la commune fait partie de l'aire d'attraction de Sarre-Union, dont elle est une commune de la couronne,. Cette aire, qui regroupe 12 communes, est catégorisée dans les aires de moins de 50 000 habitants,.

### Occupation des sols
L'occupation des sols de la commune, telle qu'elle ressort de la base de données européenne d’occupation biophysique des sols Corine Land Cover (CLC), est marquée par l'importance des territoires agricoles (57,4 % en 2018), une proportion sensiblement équivalente à celle de 1990 (58,1 %). La répartition détaillée en 2018 est la suivante : forêts (35,4 %), prairies (30 %), zones agricoles hétérogènes (27,3 %), zones urbanisées (7,3 %). L'évolution de l’occupation des sols de la commune et de ses infrastructures peut être observée sur les différentes représentations cartographiques du territoire : la carte de Cassini (XVIIIe siècle), la carte d'état-major (1820-1866) et les cartes ou photos aériennes de l'IGN pour la période actuelle (1950 à aujourd'hui).

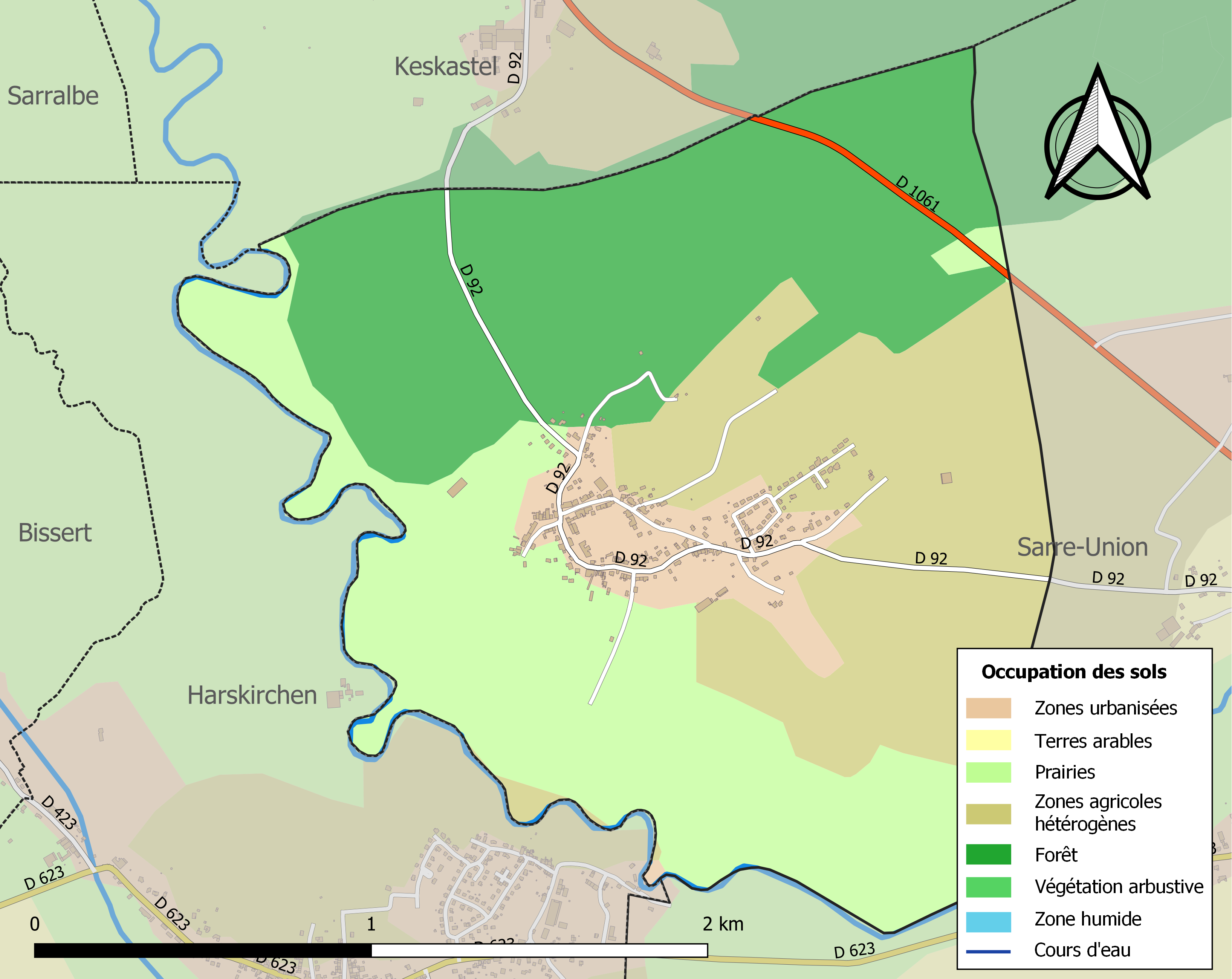
Carte des infrastructures et de l'occupation des sols de la commune en 2018 (CLC).

## Toponymie
Schopperte en francique rhénan. L'origine du nom de Schopperten est incertain, on raconte que le petit hamau composé de deux petites baraques de pèche entouré de petits étangs. Celle ci servaient notamment à sécher leurs poissons. Ces petites baraques sont appelés "Schopple" en Alsacien d'où la provenance du nom de Schopperten. Aujourd'hui encore, on compte une dizaine d'étangs autour de Schopperten.

## Histoire
Avant 1793, la commune appartenait au comté de Sarrewerden, devenant par la suite alsacienne.
Ancienne propriété des comtes de Sarrewerden, la localité qui passa à la réforme protestante à partir de 1557 fut rattachée en 1745 au bailliage de Nassau-Weilbourg. Son chef-lieu était alors Neusaarwerden, l’actuelle Ville-Neuve de Sarre-Union.
Rattachée depuis 1801 au canton de Sarre-Union, faisait partie de 1793 à 1801 du canton de Harskirchen.
De 1697 (traité de Ryswick) à 1869 (construction de la chapelle catholique), l’unique église du village servait aux protestants et aux catholiques (église mixte). Un document de 1628 évoque la présence d’une léproserie (Gutleuthaus) à Schopperten.
Schopperten a subi d'importantes fluctuations démographiques. Du 16e siècles au 18e siècles, on voit apparaitre une forte évolution par l'installation d'une léproserie, cette dernière existera jusqu'à la guerre de Trente ans. Pendant la Seconde Guerre mondiale, le village fût sinistré à plus de 65 %.
Jusqu'en 2015, il y avait une classe unique, on comptait une trentaine d'élèves du CP au CM2 pour un seul professeur.

### Héraldique
| Blason de Schopperten | Blason  | De sable à l'aigle bicéphale d'argent, becquée et membrée d'or, lampassée de gueules, à la bordure burelée ondée d'argent et d'azur de dix pièces. |
| Blason de Schopperten | Détails | |

## Politique et administration
| Période                                  | Période                   | Identité                                           | Étiquette | Qualité |
| ---------------------------------------- | ------------------------- | -------------------------------------------------- | --------- | ------- |
| avant 1981                               | ?                         | Willy Muhlmann                                     |           |         |
| mars 2001                                | 2014                      | Jean-Louis Ruffenach                               |           |         |
| 2014                                     | En cours (au 31 mai 2020) | Sylvie Reeb-Muller Réélue pour le mandat 2020-2026 |           |         |
| Les données manquantes sont à compléter. |                           |                                                    |           |         |

## Démographie
L'évolution du nombre d'habitants est connue à travers les recensements de la population effectués dans la commune depuis 1793. Pour les communes de moins de 10 000 habitants, une enquête de recensement portant sur toute la population est réalisée tous les cinq ans, les populations de référence des années intermédiaires étant quant à elles estimées par interpolation ou extrapolation. Pour la commune, le premier recensement exhaustif entrant dans le cadre du nouveau dispositif a été réalisé en 2006.

En 2022, la commune comptait 412 habitants, en évolution de −5,5 % par rapport à 2016 (Bas-Rhin : +3,17 %, France hors Mayotte : +2,11 %).
| 1793 | 1800 | 1806 | 1821 | 1831 | 1836 | 1841 | 1846 | 1851 |
| ---- | ---- | ---- | ---- | ---- | ---- | ---- | ---- | ---- |
| 117  | 217  | 207  | 306  | 312  | 328  | 307  | 336  | 318  |

| 1856 | 1861 | 1866 | 1871 | 1875 | 1880 | 1885 | 1890 | 1895 |
| ---- | ---- | ---- | ---- | ---- | ---- | ---- | ---- | ---- |
| 272  | 293  | 286  | 302  | 301  | 300  | 326  | 306  | 300  |

| 1900 | 1905 | 1910 | 1921 | 1926 | 1931 | 1936 | 1946 | 1954 |
| ---- | ---- | ---- | ---- | ---- | ---- | ---- | ---- | ---- |
| 280  | 279  | 281  | 274  | 298  | 284  | 299  | 246  | 232  |

| 1962 | 1968 | 1975 | 1982 | 1990 | 1999 | 2006 | 2011 | 2016 |
| ---- | ---- | ---- | ---- | ---- | ---- | ---- | ---- | ---- |
| 254  | 228  | 233  | 225  | 227  | 292  | 391  | 399  | 436  |

| 2021 | 2022 | - | - | - | - | - | - | - |
| ---- | ---- | - | - | - | - | - | - | - |
| 425  | 412  | - | - | - | - | - | - | - |

## Lieux et monuments
- Gare de Schopperten, fermée depuis le 22 décembre 2018 ;
- La ferme du Vieux Poirier[24] ;
- City stade construit en 2014.

## Les églises
L'église catholique néogothique a été construite en 1869, cette dernière servait à la petite communauté catholique rattachée à la paroisse de Sarre-Union, commune située à environ 2 kilomètres de Schopperten. Elle s’apparentait plus à une chapelle qu'à une église. Le bâtiment a été rénové en 1994-1995. Cette église est de petite taille et peut seulement accueillir une trentaine de personnes. 

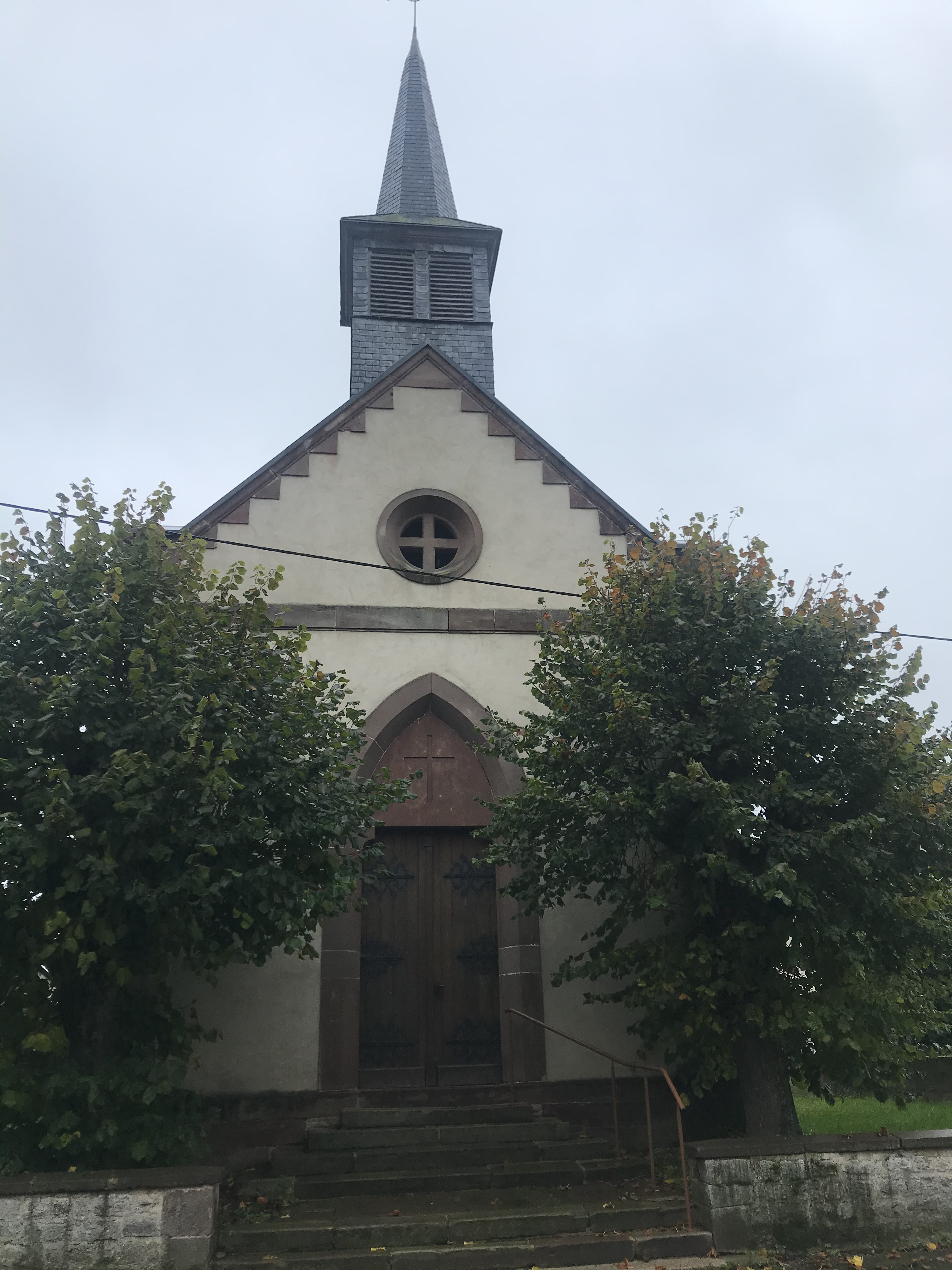
Église catholique de Schopperten, novembre 2019.

L'église luthérienne datant du XVIIe siècle, a été une église simultanée jusqu'en 1869. Cette église devient confession luthérienne avant d'être sinistrée en décembre 1944. À ce moment, l'église fut bombardée et le clocher de l'église est tombé, sa chute a fait trembler le village entier. Elle sera ensuite reconstruite dans le style contemporain. Cette église est située à côté de la mairie de Schopperten. 

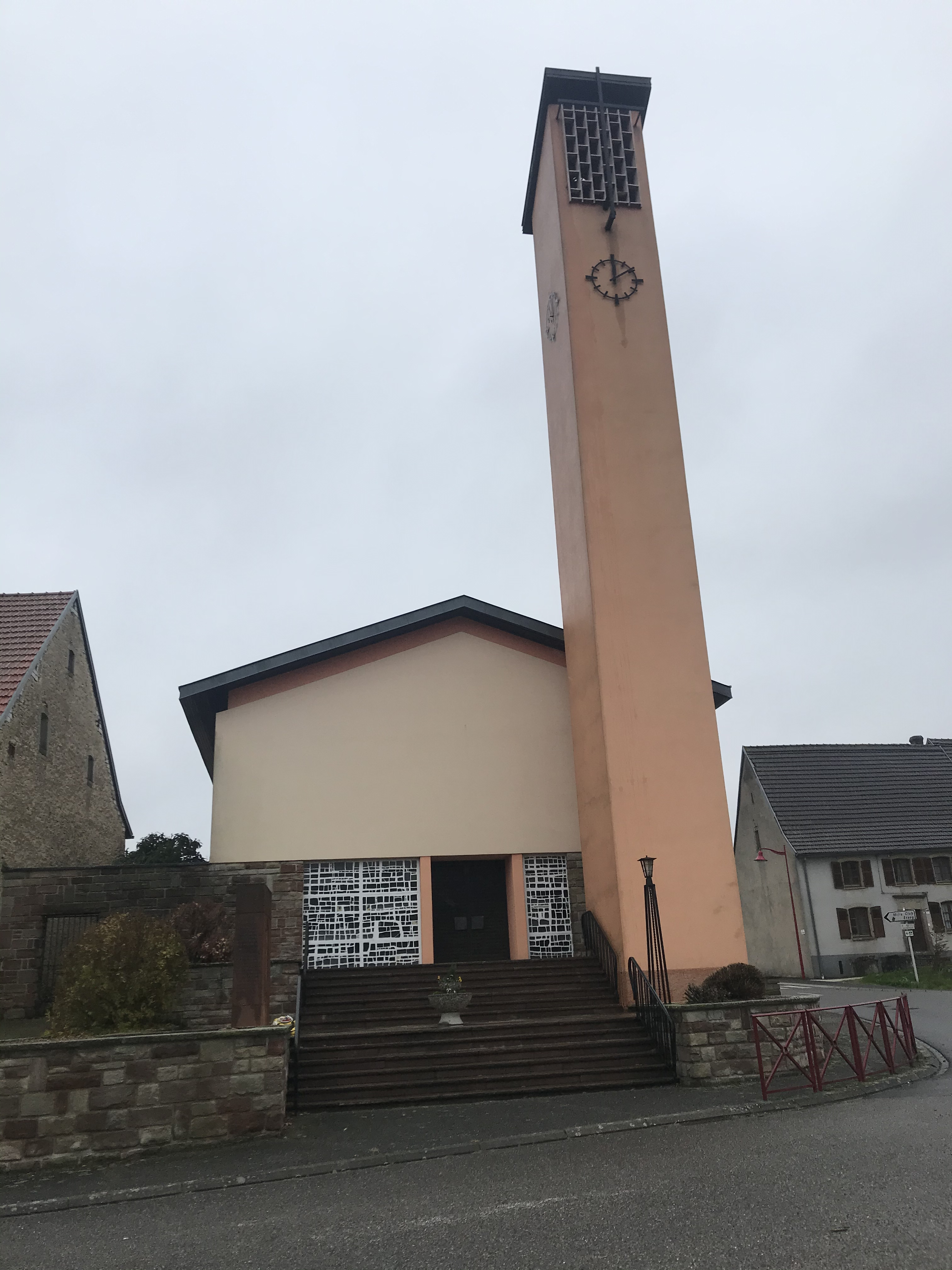
Église protestante de Schopperten, novembre 2019.

## Les associations
On compte 4 associations dans la commune de Schopperten. Les deux "plus connues" sont l'association de l'amicale des sapeurs pompiers et l'UAS (Union des Associations de Schopperten). L'UAS a organisé en 2012, la première marche gourmande BIO d'Alsace. À présent, cette association continue à organiser chaque année une marche gourmande au mois de septembre qui n'est plus BIO, mais qui continue d'avoir un grand succès. En septembre 2019, elle a accueilli environ 700 personnes.

## Le paysage
La superficie de la forêt communale est de 138 ha. Dans certains champs de Schopperten sont encore visibles de grosses pierres qui servaient à l'époque à délimiter le territoire.
On trouvait à l'époque, une source d'eau salée ; durant la guerre les Schoppertains s'y rendaient et récupérer l'eau. Ils faisaient ensuite bouillir cette eau et récupéraient le sel.
On trouve encore aujourd'hui dans une partie de la forêt communale, des rangés de butte de terre, entre celles ci était disposé des chemins de fer qui servait au réapprovisionnement durant la guerre. De plus, les soldats avaient attachaient l'extrémité des arbres entre eux afin de cacher ce chemin de fer.
On trouvait dans les champs de Schopperten des champs de chanvres, le chanvre était livré à la Corderie de Sarre-Union et servait donc à fabriquer les cordes.